# Ludovic Ngatsé
Ludovic Ngatsé né le 20 mars 1968 à Gagna dans le District d’Ollombo, est un financier, enseignant et homme politique congolais.

## Biographie
Il termine son cursus secondaire avec l’obtention d’un baccalauréat. Il poursuit ses études à l’étranger principalement en France où il obtint successivement un Diplôme d’Etudes Approfondies en Finance à l’Université de Dijon en 1994 ainsi qu’un Diplôme d’Expert-Comptable, en 2000.
Ludovic Ngatse fait son entrée au gouvernement Mouamba II le 16 mars 2020, prenant le poste de ministre délégué auprès du ministre des Finances et du Budget, chargé du budget,.
En pleine crise du Covid 19, il doit mettre en œuvre des réformes budgétaires pour l’amélioration de l’économie congolaise fragilisée par la crise sanitaire mondiale,.
Il conserve le même poste après le remaniement intervenu le 15 mai 2021, à la suite de l’élection présidentielle du 21 mars 2021 remportée par le président Denis Sassou-Nguesso avec 88,57% des voix[réf. nécessaire].
A ce poste, il exécute le programme de société du Président de la République en contribuant à la mise en œuvre du programme de réforme et économique adopté avec le FMI dans le cadre de la facilité élargie de crédit, en vue de rétablir la soutenabilité de la dette et des finances publiques.